# Młynary (gmina)
Pour les articles homonymes, voir Młynary (homonymie).
Młynary est une gmina mixte du powiat de Elbląg, Varmie-Mazurie, dans le nord de la Pologne. Son siège est la ville de Młynary, qui se situe environ 24 km au nord-est d'Elbląg et 68 km au nord-ouest de la capitale régionale Olsztyn.
La gmina couvre une superficie de 157,09 km2 pour une population de 4 593 habitants.

## Géographie
Outre la ville de Młynary, la gmina inclut les villages de Błudowo, Bronikowo, Broniszewo, Gardyny, Janiki Pasłęckie, Karszewo, Kobyliny, Krasinek, Kraskowo, Kurowo Braniewskie, Kwietnik, Mikołajki, Młynarska Wola, Nowe Monasterzysko, Nowe Sadłuki, Ojcowa Wola, Olszówka, Płonne, Podgórze, Rucianka, Sąpy, Sokolnik, Stare Monasterzysko, Sucha, Warszewo, Włóczyska, Zaścianki et Zastawno.
La gmina borde les gminy de Frombork, Milejewo, Pasłęk, Płoskinia, Tolkmicko et Wilczęta.

## Jumelage
- Brokdorf (Allemagne) depuis le 24 août 2012[2]